# Samsom Amare
Samsom Amare (1º gennaio 1994) è un mezzofondista e maratoneta eritreo.

## Palmarès
| Anno | Manifestazione              | Sede     | Evento         | Risultato | Prestazione | Note                                     |
| ---- | --------------------------- | -------- | -------------- | --------- | ----------- | ---------------------------------------- |
| 2023 | Mondiali di cross           | Bathurst | Corsa seniores | 25º       | 31'12"      |                                          |
| 2023 | Mondiali di corsa su strada | Riga     | Mezza maratona | 9º        | 1h00'19"    | Miglior prestazione personale stagionale |
| 2024 | Giochi panafricani          | Accra    | Mezza maratona | Oro       | 1h05'04"    |                                          |
| 2024 | Giochi olimpici             | Parigi   | Maratona       | 10º       | 2h08'56"    | Miglior prestazione personale stagionale |

## Campionati nazionali
2017
- Bronzo ai campionati eritrei di mezza maratona - 1h05'53"

2021
- 4º ai campionati eritrei di mezza maratona - 1h03'55"

## Altre competizioni internazionali
2018
- Argento ai campionati di mezza maratona dell'africa orientale ( Asmara) - 1h04'18"

2022
- Oro ai campionati di mezza maratona dell'africa orientale ( Massaua) - 1h03'23"
- 13º alla Mezza maratona di Valencia ( Valencia) - 1h00'33"

2023
- Oro alla Maratona di Abu Dhabi ( Abu Dhabi) - 2h07'10"

2024
- Oro alla Maratona di Shanghai ( Shanghai) - 2h06'26"